# Wilfrid Hodges
Wilfrid Augustine Hodges (* 27. Mai 1941) ist ein britischer Logiker, der sich unter anderem mit Modelltheorie und Universeller Algebra beschäftigt.

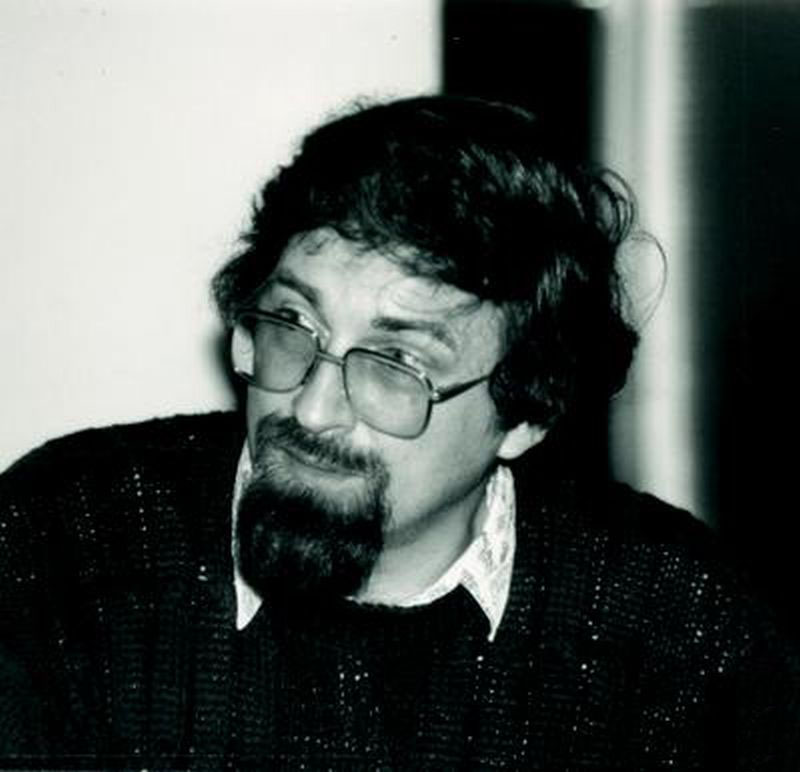
Wilfrid Hodges in Oberwolfach 1988

Hodges studierte 1959 bis 1965 an der Universität Oxford (am New College) Literae Humaniores (klassische Sprachen und Literatur) und Theologie. 1970 promovierte er in Logik in Oxford bei John Newsome Crossley (Some questions on the structure of models). 1967/69 war er Assistant Professor für Philosophie an der University of California, Los Angeles, und ab 1968 Lecturer für Philosophie und Mathematik am Bedford College der Universität London. Ab 1974 war er Lecturer für Mathematik am Bedford College, ab 1981 Reader in mathematischer Logik am Bedford College und ab 1984 am Queen Mary College der Universität London, wo er ab 1987 Professor war. Ab 2006 war er Professorial Fellow an seiner Universität und ab 2009 Professor Emeritus. Er war dort mehrfach in der Leitung (Deputy Head) des Fachbereichs Mathematik. Hodges war als Gastwissenschaftler und Gastprofessor unter anderem am Isaac Newton Institute in Cambridge, am Mittag-Leffler-Institut in Stockholm, an der University of Colorado in Boulder (1979/80).
Er ist der Verfasser mehrerer Logik-Lehrbücher, unter anderem eines englischsprachigen Standardwerks über Modelltheorie.
Hodges befasste sich auch mit Geschichte der Logik und übersetzte und kommentierte einige mittelalterliche arabische Logiker wie Avicenna.
2009 wurde er Fellow der British Academy. Er war Präsident des British Logic Colloquium, der Association for Logic, Language and Information und der
Division für Logik, Methodologie und Wissenschaftstheorie der Internationalen Vereinigung für Wissenschaftsgeschichte und -theorie. Zu seinen Doktoranden zählen Alex Wilkie und Anand Pillay.
Er ist seit 1965 mit Helen Hodges (Psychiatrieprofessorin am King’s College London) verheiratet und hat drei Kinder (Sally, Gale und Edwin). Nach seiner Emeritierung zog er in das Dorf Sticklepath in Dartmoor, Devon.

## Schriften
- Logic. (An introduction to elementary logic). Penguin Books, Harmondsworth 1977, ISBN 0-14-021985-4.
- Building Models by Games (= London Mathematical Society Student Texts. 2). Cambridge University Press, Oxford u. a. 1985, ISBN 0-521-26897-4.
- Model theory (= Encyclopedia of Mathematics and its Applications. 42). Cambridge University Press, Oxford u. a. 1993, ISBN 0-521-30442-3.
- A Shorter Model theory. Cambridge University Press, Oxford u. a. 1997, ISBN 0-521-58713-1.
- mit Ian Chiswell: Mathematical Logic (= Oxford Texts in Logic. 3). Oxford University Press, Oxford u. a. 2007, ISBN 978-0-19-857100-1.